# Karl Adolph von Basedow
Karl Adolph von Basedow (Dessau, 28 de marzo de 1799 – Merseburgo, 11 de abril de 1854) fue un médico alemán, recordado principalmente por la descripción que realizó de los síntomas de la enfermedad de la tiroides que actualmente se conoce como enfermedad de Graves-Basedow, uniendo su nombre al del cirujano irlandés Robert James Graves (1796-1853).

## Biografía
Se licenció en medicina por la Universidad de Halle, una vez finalizados sus estudios se trasladó en 1822 a Merseburg donde ejerció como médico general. Falleció en Merseburg en 1854 tras cortarse accidentalmente mientras realizaba una autopsia, lo cual le produjo una infección que acabó con su vida, probablemente por septicemia.
Carl von Basedow realizó muchas aportaciones a la medicina distribuidas en unas 60 publicaciones. La mayoría de ellas sobre temas relacionados con la cirugía, medicina interna, ginecología y obstetricia. Otros artículos versan sobre enfermedades de garganta, nariz, oídos, oftalmología, dermatología, neurología y pediatría. También realizó importantes observaciones sobre las consecuencias para la salud de los vapores emanados de pinturas en cuya composición se incluía el arsénico.